# Acrossoides yorkensis
Acrossoides yorkensis är en skalbaggsart som beskrevs av Blackburn 1892. Acrossoides yorkensis ingår i släktet Acrossoides och familjen Aphodiidae. Inga underarter finns listade i Catalogue of Life.